# Breitblättriger Merk
Der Breitblättrige Merk oder Große Merk (Sium latifolium) ist eine Pflanzenart in der Familie der Doldenblütler (Apiaceae). Diese Sumpfpflanze ist in den Gemäßigten Breiten Eurasiens weit verbreitet.

## Beschreibung

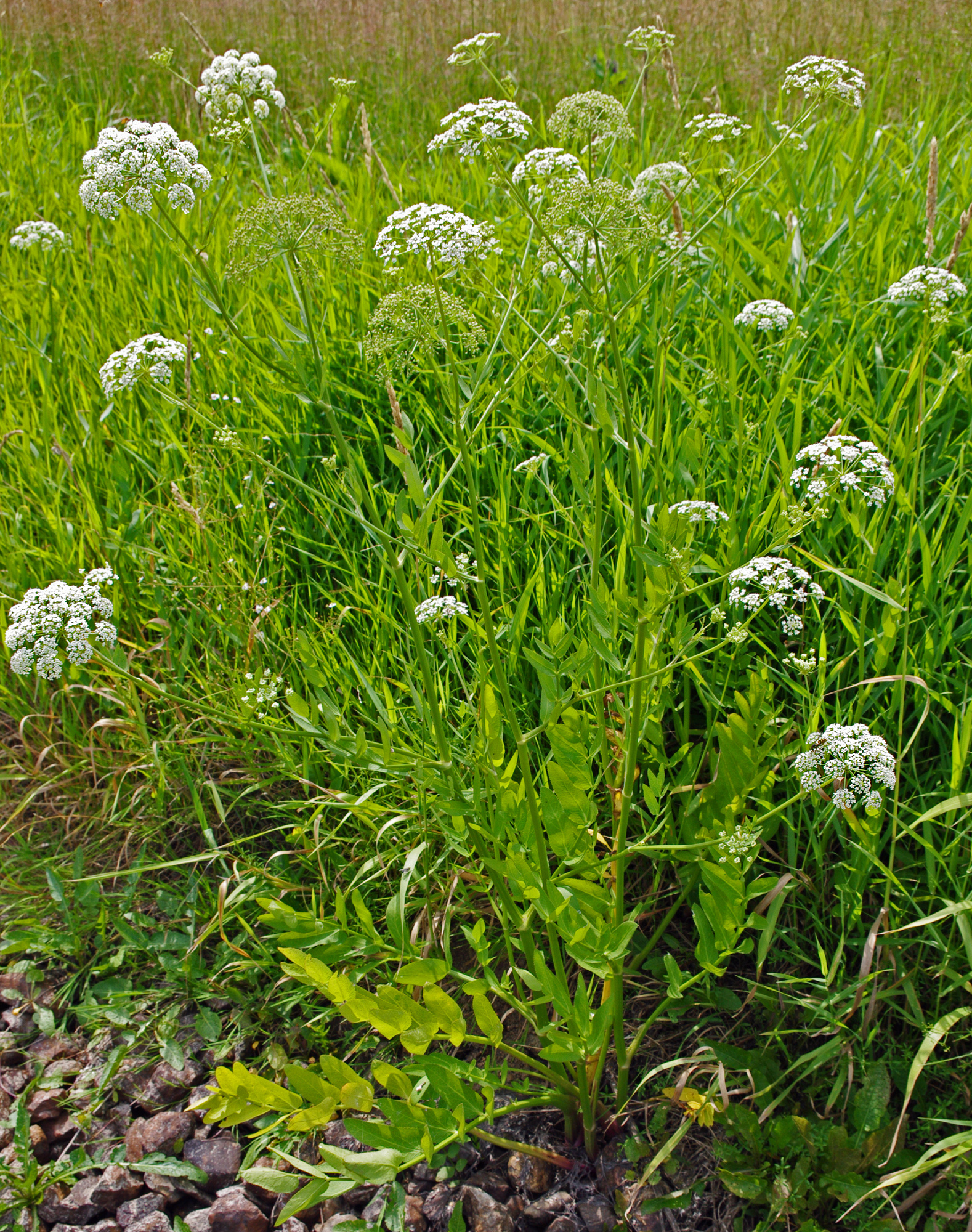
Bestand

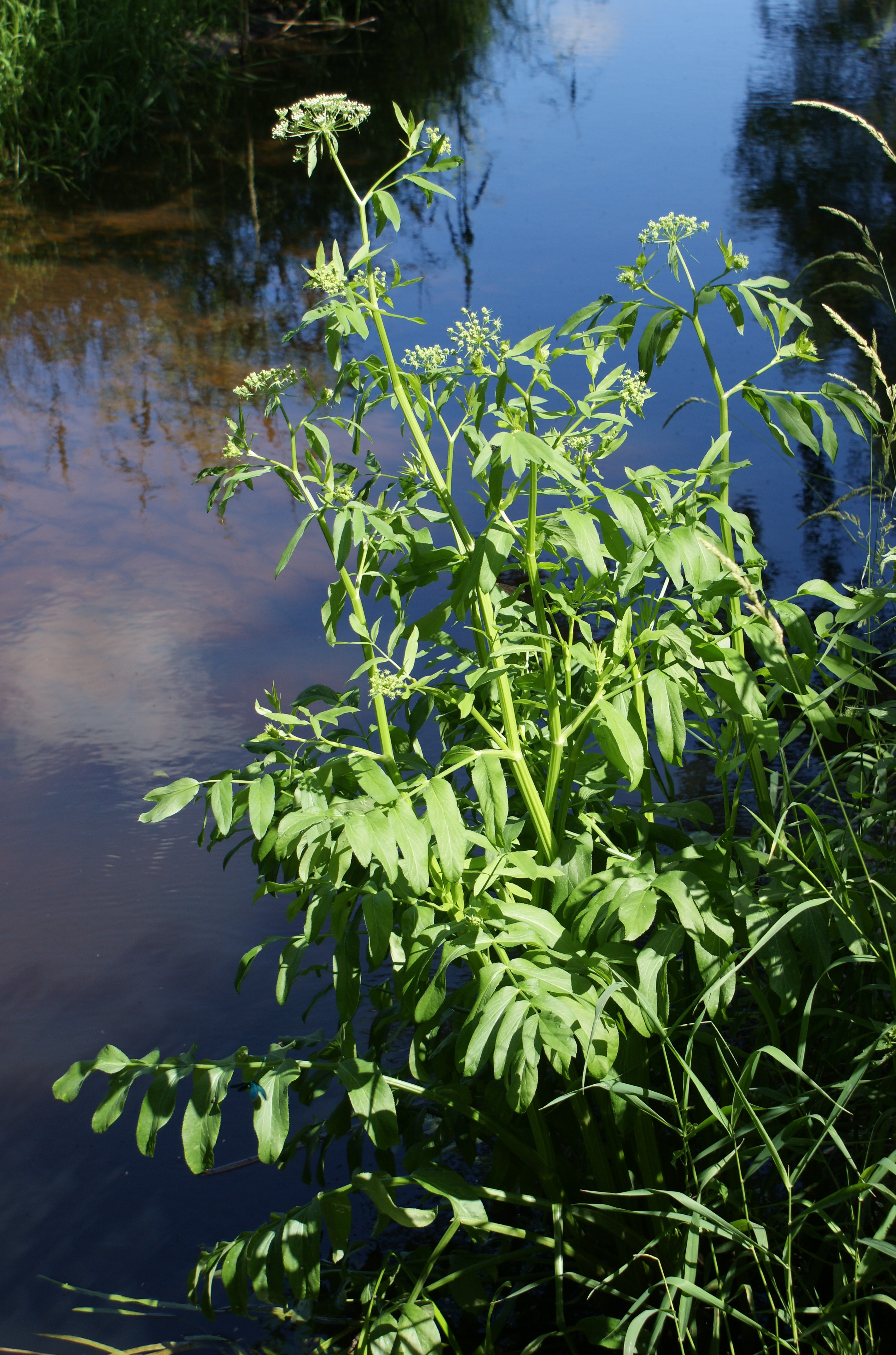
Habitus mit Laubblättern und Blütenstand

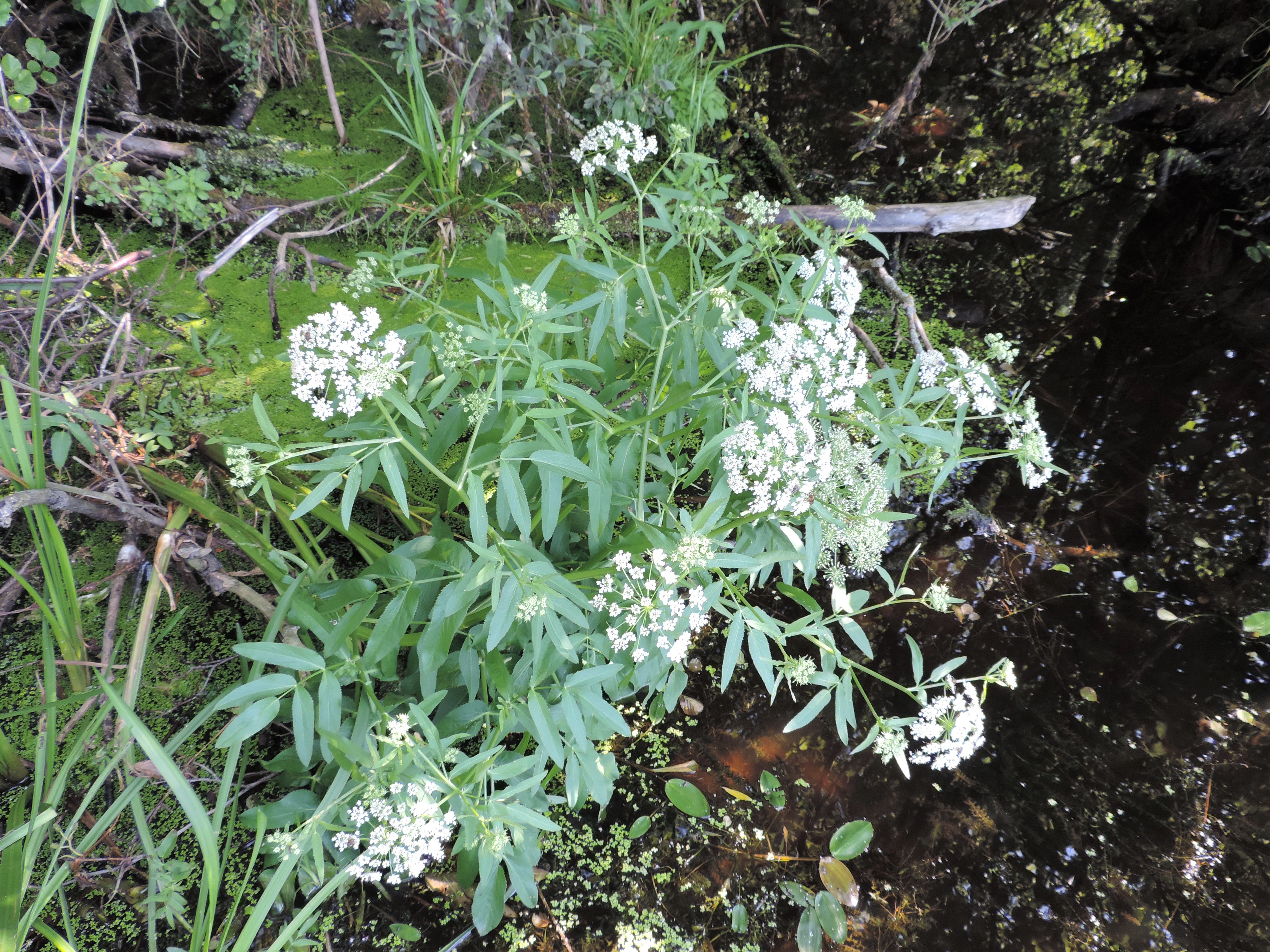
Habitus

### Erscheinungsbild und Laubblatt
Der Breitblättrige Merk wächst als ausdauernde krautige Pflanze und erreicht Wuchshöhen von 70 bis zu 150 Zentimeter. Es werden Faserwurzeln gebildet. Die Pflanzenteile sind kahl. Der einzeln stehende und verzweigte Stängel ist gefurcht. 
Die wechselständig am Stängel angeordneten Laubblätter sind in Blattscheide, Blattstiel und Blattspreite gegliedert. Die Blattspreiten sind unpaarig gefiedert und bis zu 40 cm lang. Es liegt Heterophyllie (Verschiedenblättrigkeit) vor: es werden Unterwasserblätter und Luftblätter gebildet. Die Blattspreiten der untergetauchten Blätter sind zwei- bis dreifach gefiedert und der oberste Blattabschnitt ist linealisch. Die Blattspreiten der Überwasserblätter sind einfach gefiedert mit zwei bis sechs Paaren von Fiederblättern. Diese Fiederblätter sind 4 bis 7 (bis zu 16) cm lang und 0,8 bis 2 cm breit, lanzettlich bis länglich und besitzen einen scharf gesägten Rand. Die obersten Blätter sind etwas reduziert und kleiner mit lineal-lanzettlichen oder linealischen Fiederblättern.

### Blütenstand, Blüte und Frucht
Die Blütezeit reicht von Juli bis August. Die end- und seitenständig auf relativ langen Blütenstandsschäften stehenden doppeldoldigen Blütenstände besitzen einen Durchmesser von 6 bis 12 cm. Die zwei bis sechs ausgebreiteten bis zurückgebogenen Hüllblätter sind lineal-lanzettlich und ganzrandig. Die Doppeldolde hat meist acht bis zehn, selten bis zu dreißig 1,5 bis 2,5 Zentimeter lange, ungleiche Strahlen. Die Hüllchenblätter sind den Hüllblättern ähnlich, nur kürzer. Die Döldchen enthalten jeweils 15 bis 25 Blüten. Die Blütenstiele weisen eine Länge von 2 bis 3 Millimetern auf.
Die zwittrigen Blüten sind radiärsymmetrisch und fünfzählig mit doppelter Blütenhülle. Die fünf winzigen lineal-pfriemlichen Kelchzähne sind etwa 2 Millimeter lang. Die fünf Kronblätter sind weiß, rundlich-elliptisch und etwa 1,5 Millimeter lang. Die zwei Griffel sind zuletzt etwa 1 Millimeter lang und über das Griffelpolster zurückgebogen.
Die Doppelachäne besitzt ein zweigespaltenes Karpophor. Die etwa 3 bis 4 Millimeter langen und im Durchmesser etwa 2,5 bis 3 Millimeter dicken ellipsoidischen Teilfrüchte besitzen dünne Rippen und sind dünn-korkig. Die Früchte reifen zwischen September und Oktober.

### Chromosomenzahl
Die Chromosomenzahl beträgt 2n = 20.

## Autökologie
Der Breitblättrige Merk ist ein Hemikryptophyt und eine Schaftpflanze. Er wurzelt im Wasser nur bis zu einer Tiefe von 0,6 Meter. Die Unterwasserblätter sind fein zerteilt, das dient der Vergrößerung der Aufnahmefläche, da sie zugleich Wurzelfunktion erfüllen. Der Stängel besitzt ein Durchlüftungsgewebe und zeigt primäres Dickenwachstum. Vegetative Vermehrung erfolgt durch Wurzelsprosse. Die Sprosse unter Wasser können den Winter grün überdauern.
Blütenbiologisch sind „Nektar führende Scheibenblumen“ vorhanden. Die Bestäubung erfolgt durch verschiedene Insekten, insbesondere Schwebfliegen.
Das in den Doppelachänen enthaltene 6 bis 7 % ätherisches Öl, darunter reichlich Limonen, das durch seine antibakterielle Wirkung Fäulnis verhindert und dadurch eine Schwimmausbreitung der Früchte erst ermöglichte.

## Inhaltsstoffe
Die Doppelachänen enthalten 6 bis 7 % ätherisches Öl, darunter reichlich Limonen. In den Pflanzenteilen sind die giftigen Polyine: Falcarinol und Falcarinon vorhanden.

## Giftigkeit
Wurzel und Früchte sind durch die Polyine Falcarinol und Falcarinon giftig. Auswirkungen sind Erbrechen und Durchfall sowohl beim Menschen als auch bei Huftieren.

## Vorkommen
Der Breitblättrige Merk ist in den Gemäßigten Breiten Eurasiens von Europa bis Sibirien und Xinjiang verbreitet. Er kommt in Deutschland, Österreich, Schweiz, Frankreich, Spanien, auf den Britischen Inseln, Belgien, Niederlande, Polen, Italien, Tschechien, Slowakei, Ungarn, Bulgarien, im ehemaligen Jugoslawien, Albanien, Dänemark, Norwegen, Finnland, dem europäischen Teil Russlands, Belarus, den Baltischen Staaten, im westlichen Sibirien und im westlichen Kasachstan und in Xinjiang vor. In Europa fehlt er nur in den Ländern Portugal, Island, Luxemburg, Bosnien-Herzegowina und in der Türkei; in Schweden ist die Ursprünglichkeit zweifelhaft. Auf der Iberischen Halbinsel kommt der Breitblättrige Merk in Höhenlagen von 300 bis 1000 Meter vor.
Der Breitblättrige Merk gedeiht auf nährstoffreichen Schlammböden an den Ufern von Binnengewässern. Er kommt vor im Röhricht stehender oder langsam fließender Gewässer mit stark wechselndem Wasserstand auf humosen Schlammböden in bis zu 60 Zentimetern Wassertiefe. Er ist pflanzensoziologisch in Mitteleuropa eine Charakterart der Ordnung Phragmitetalia.

## Taxonomie
Die Erstveröffentlichung von Sium latifolium erfolgte 1753 durch Carl von Linné in Species Plantarum S. 251.